# Tournaisien
| Systeem                                                              | Subsysteem (NW-Europa) | Etage (NW-Europa) | Serie (ICS)   | Etage (ICS) | Ouderdom (Ma) |
| -------------------------------------------------------------------- | ---------------------- | ----------------- | ------------- | ----------- | ------------- |
| Perm                                                                 | Rotliegend             | Autunien          | Cisuralien    | Asselien    | jonger        |
| Carboon                                                              | Silesien               | Stephanien        | Pennsylvanien | Gzhelien    | 298,9–303,7   |
| Carboon                                                              | Silesien               | Westfalien        | Pennsylvanien | Kasimovien  | 303,7–307,0   |
| Carboon                                                              | Silesien               | Westfalien        | Pennsylvanien | Moscovien   | 307,0–315,2   |
| Carboon                                                              | Silesien               | Westfalien        | Pennsylvanien | Bashkirien  | 315,2–323,2   |
| Carboon                                                              | Silesien               | Namurien          | Pennsylvanien | Bashkirien  | 315,2–323,2   |
| Carboon                                                              | Silesien               | Mississippien     | Serpukhovien  | 323,2–330,9 |               |
| Carboon                                                              | Dinantien              | Mississippien     | Viséen        | Viséen      | 330,9–346,7   |
| Carboon                                                              | Dinantien              | Mississippien     | Tournaisien   | Tournaisien | 346,7–358,9   |
| Devoon                                                               | Boven                  | Famennien         | Boven         | Famennien   | ouder         |
| Indeling van het Carboon gebruikt in Noord-Europa en volgens de ICS. |                        |                   |               |             |               |

Het Tournaisien (Vlaanderen: Tournaisiaan) is de onderste etage in het Carboon, het duurde van 358,9 ± 0,4 tot 346,7 ± 0,4 Ma. Het werd voorafgegaan door het Devonische Famennien en na (op) het Tournaisien komt het Viséen. In de internationale geologische tijdschaal is het Tournaisien onderdeel van het Mississippien, in de Europese tijdschaal van het Dinantien.
Bekend uit deze periode zijn onder andere de blauwe hardsteen uit de Eifel en de Ardennen.

## Stratigrafie
Het Tournaisien is genoemd naar de Belgische stad Doornik (Franse naam: Tournai). De opdeling van het Onder-Carboon in twee etages werd voor het eerst gemaakt door de Belgische geoloog André Dumont in 1832. Laurent-Guillaume de Koninck gaf deze twee delen de namen Carboon-kalken van Tournai (Doornik) en Visé (Wezet) in een werk uit 1842-1844. De etage werd oorspronkelijk alleen gebruikt door stratigrafen in Noordwest-Europa maar werd aan het einde van de vorige eeuw overgenomen in de internationale tijdschaal van de International Commission on Stratigraphy.
De basis van het Tournaisien wordt gedefinieerd door het eerste voorkomen van de conodont Siphonodella sulcata, dat in de ontwikkeling van Siphonodella praesulcata tot Siphonodella sulcata ligt. De grens is onder andere te vinden aan de basis van bed 89 in een ontsluiting in de zuidflank van de berg La Serre in de Zuid-Franse Montagne Noire, ongeveer 125 m ten zuiden van de top, 2,5 km ten noordoosten van het gehucht Fontès. Deze ontsluiting in Zuid-Frankrijk is aan het einde van vorige eeuw benoemd tot GSSP (typelocatie), omdat er nadelen aan de oorspronkelijke locatie in de buurt van Doornik kleefden. Uit recenter onderzoek blijkt echter dat Siphonodella sulcata al in bed 85 van het La Serre-profiel voorkomt. De GSSP komt daarom niet meer overeen met het eerste voorkomen.
De top van het Tournaisien, gelijk aan de basis van het Viséen, wordt gedefinieerd door het eerste voorkomen van de foram Eoparastaffella simplex.

### Correlaties en onderverdelingen
In de Belgische Ardennen, waar het Tournaisien oorspronkelijk werd gedefinieerd, wordt het onderverdeeld in de onder-etages Hastarien en Ivorien. Zulke onderverdelingen hebben echter alleen regionaal waarde. Zelfs in de nabijgelegen Duitse Eifel bijvoorbeeld werd een andere onderverdeling gebruikt, hoewel die tegenwoordig steeds minder voorkomt. Het Tournaisien correleert in de Duitse stratigrafie met de etage Balvium en het onderste deel van de etage Erdbachium.
Op vergelijkbare wijze correleert het Tournaisien in de Engelse stratigrafie met het Courceyian en onderste deel van het Chadian.

### Biostratigrafie
In de biostratigrafie is het Tournaisien met behulp van conodonten ingedeeld in de volgende acht biozones:
- zone van Gnathodus pseudosemiglaber/Scaliognathus anchoralis;
- zone van Gnathodus semiglaber/Polygnathus communis;
- zone van Dollimae bouckaerti;
- zone van Gnathodus typicus/Siphonodella isosticha;
- zone van Siphonodella quadruplicata/boven-zone van Patrognathus andersoni;
- onder-zone van Patrognathus andersoni;
- zone van Patrognathus variabilis;
- zone van Patrognathus crassus.

Verder correleert het Tournaisien met de foraminifera-biozones MFZ1 tot MFZ8 uit het Onder-Mississippien, en met de biozones van Rugosa-koraal RC1 tot en met RC3 en het onderste deel van zone RC4.